# جرمین جکسون
جرمین لاجوان جکسون (به انگلیسی: Jermaine LaJuane Jackson) (زادهٔ ۱۱ دسامبر ۱۹۵۴) خواننده، نوازندهٔ گیتار بیس و آهنگساز آمریکایی است. او در شهر گری ایالت ایندیانا متولد شد. او از اعضای گروه جکسون ۵ نیز بود. او برادر بزرگ‌تر خوانندگان معروف پاپ، مایکل جکسون و جانت جکسون است.
جرمین جکسون، به دین اسلام روی آورده‌است. او در خانوادهٔ معتقد به مذهب شاهدان یهوه رشد کرده بود.
هنگامی که جکسون ۵ موتاون را ترک کرد، جرمین گروه را ترک کرد و تا سال ۱۹۸۳ در لیبل ماند، تا اینکه در نهایت او برای ویژه تلویزیونی موتاون ۲۵ و آلبوم پیروزی آنها در سال بعد به برادرانش پیوست.